# Cornelius Power
Cornelius Michael Power (ur. 18 grudnia 1913 w Seattle, Waszyngton, zm. 22 maja 1997 w Portland, Oregon) – amerykański duchowny katolicki, w latach 1974-1986 arcybiskup metropolita Portlandu w Oregonie.

## Życiorys
Pochodził z rodziny irlandzkich imigrantów. Ukończył seminarium duchowne św. Edwarda w Kenmore i 3 czerwca 1939 roku w katedrze diecezjalnej św. Jakuba w Seattle otrzymał święcenia kapłańskie z rąk ówczesnego ordynariusza Geralda Shaughnessy’ego SM. Służył duszpastersko na terenie rodzinnej diecezji będąc m.in. kanclerzem kurii w latach 1951-1969. W roku 1943 ukończył studia na Katolickim Uniwersytecie Ameryki w Waszyngtonie. Od 12 stycznia 1963 nosił tytuł prałata.
5 lutego 1969 papież Paweł VI mianował go ordynariuszem diecezji Yakima. Sakry udzielił mu jego dotychczasowy zwierzchnik abp Thomas Arthur Connolly. 15 stycznia 1974 mianowany arcybiskupem metropolitą Portland w Oregonie. Za jego rządów mianowani zostali dwaj pierwsi w historii archidiecezji (i jedyni jak dotąd) biskupi pomocniczy (listopad 1977 rok). Na emeryturę przeszedł 1 lipca 1986 roku.